# House-Brackmann-Score
Der House-Brackmann-Score (auch: House-Brackmann facial grading system) dient der Einschätzung der Schwere einer Fazialislähmung (Fazialisparese). Bei Grad I liegen keine Symptome vor, bei Grad VI eine vollständige Lähmung. Als „schwer betroffen“ gelten Erkrankte mit einem House-Brackmann-Grad von V oder VI.
| House-Brackmann-Grad | Phänomenologie     | Befund in Ruhe             | Innervation der Stirn | Lidschluss    | Innervation des Mundes |
| -------------------- | ------------------ | -------------------------- | --------------------- | ------------- | ---------------------- |
| I                    | normal             | normal                     | normal                | normal        | normal                 |
| II                   | minimale Parese    | normal                     | reduziert             | fast normal   | fast normal            |
| III                  | erkennbare Parese  | normal                     | noch möglich          | noch möglich  | reduziert              |
| IV                   | ausgeprägte Parese | normal                     | keine                 | unvollständig | asymmetrisch           |
| V                    | minimale Funktion  | asymmetrisch               | keine                 | unvollständig | asymmetrisch           |
| VI                   | komplette Parese   | vollständiger Tonusverlust | keine                 | keiner        | keine                  |

Die Skala wurde 1985 von John W. House und Derald E. Brackmann als Facial Nerve Grading Scale (FNGS) veröffentlicht. 2009 wurde eine überarbeitete Version der Skala (Facial Nerve Grading System 2.0) vorgeschlagen, die aber keine Verbreitung erlangte. Es existieren diverse andere Klassifikationssysteme für Fazialisparesen.